# Apocopis intermedius
Apocopis intermedius là một loài thực vật có hoa trong họ Hòa thảo. Loài này được (A.Camus) Chai-Anan mô tả khoa học đầu tiên năm 1972.